# Coumpougoubié
Coumpougoubié est une commune rurale située dans le département de Tiébélé de la province du Nahouri dans la région du Centre-Sud au Burkina Faso.

## Géographie
Coumpougoubié est localisé à 6 km au sud-est de Tiébélé sur la route départementale allant vers la frontière ghanéenne située à 3 km plus au sud.

## Santé et éducation
Le centre de soins le plus proche de Coumpougoubié est le centre de santé et de promotion sociale (CSPS) de Tiébélé tandis que le centre médical (CMA) le plus proche se trouve à Pô.